# Charlotte Kerr
Charlotte Kerr (Francoforte sul Meno, 29 maggio 1927 – Berna, 28 dicembre 2011) è stata un'attrice, regista e sceneggiatrice tedesca.

## Filmografia parziale

### Attrice
Cinema
- Nudisti all'isola di Sylt (Heißer Sand auf Sylt), regia di Jerzy Macc (1968)
- Peter e Sabine due corpi... un amore (Peter und Sabine), regia di August Rieger (1968)
- Uccidete l'agente Lucas (Die Antwort kennt nur der Wind), regia di Alfred Vohrer (1974)
- Un amore di Swann (Un amour de Swann), regia di Volker Schlöndorff (1984)

Televisione
- Le fantastiche avventure dell'astronave Orion (Raumpatrouille - Die phantastischen Abenteuer des Raumschiffes Orion) - serie TV, 4 episodi (1966)
- L'altro (Alexander Zwo) - serie TV, 2 episodi (1973)
- Fleisch - film TV (1979)
- Il commissario Voss (Der Alte) - serie TV, 2 episodi (1978, 1981)
- Der Andro-Jäger - serie TV, 26 episodi (1982-1984)

### Doppiatrice
- L'Apemaia (Mitsubachi Mâya no bôken) - serie TV, 35 episodi (1975)

### Regista
- Edith Head - film TV (1981)
- Quo Vadis, Mikis? - Fragen an Theodorakis (1982)
- Keine zufällige Geschichte - Melina Mercouri - Jules Dassin - film TV (1984)

### Sceneggiatrice
- Heldinnen (1960)
- Quo Vadis, Mikis? - Fragen an Theodorakis (1982)